# Гістон H1b
Гістон H1b (англ. Histone cluster 1 H1 family member b) – білок, який кодується геном HIST1H1B, розташованим у людей на короткому плечі 6-ї хромосоми.  Довжина поліпептидного ланцюга білка становить 226 амінокислот, а молекулярна маса — 22 580.
Представник родини білків гістонів H1.
| 10         |  | 20         |  | 30         |  | 40         |  | 50         |
| ---------- |  | ---------- |  | ---------- |  | ---------- |  | ---------- |
| MSETAPAETA |  | TPAPVEKSPA |  | KKKATKKAAG |  | AGAAKRKATG |  | PPVSELITKA |
| VAASKERNGL |  | SLAALKKALA |  | AGGYDVEKNN |  | SRIKLGLKSL |  | VSKGTLVQTK |
| GTGASGSFKL |  | NKKAASGEAK |  | PKAKKAGAAK |  | AKKPAGATPK |  | KAKKAAGAKK |
| AVKKTPKKAK |  | KPAAAGVKKV |  | AKSPKKAKAA |  | AKPKKATKSP |  | AKPKAVKPKA |
| AKPKAAKPKA |  | AKPKAAKAKK |  | AAAKKK     |  |            |  |            |

A: Аланін

D: Аспарагінова кислота

E: Глутамінова кислота

F: Фенілаланін

G: Гліцин

I: Ізолейцин

K: Лізин

L: Лейцин

M: Метіонін

N: Аспарагін

P: Пролін

Q: Глутамін

R: Аргінін

S: Серин

T: Треонін

V: Валін

Білок має сайт для зв'язування з ДНК. 
Локалізований у ядрі, хромосомах.